# Resistance (Muse)
Resistance è un singolo del gruppo musicale britannico Muse, pubblicato il 22 febbraio 2010 come terzo estratto dal quinto album in studio The Resistance.

## Descrizione
Il frontman del gruppo Matthew Bellamy ha dichiarato che il brano è una sorta di continuazione del singolo del 2007 Map of the Problematique e racchiude influenze dei primi lavori dei The Police. Il brano fa riferimenti musicali alla canzone Citizen Erased del loro secondo album Origin of Symmetry
L'introduzione è caratterizzata da un Onde Martenot, primo strumento musicale elettronico risalente al 1928 e antenato del moderno sintetizzatore.
La canzone è la più rappresentativa del disco ispirato al romanzo del 1948 di George Orwell intitolato 1984 dato che il testo rivisita la storia d'amore e gli incontri dei protagonisti del libro Winston e Julia.

## Video musicale
Il video è un insieme di scene provenienti da alcuni concerti del The Resistance Tour ed è stato reso disponibile il 14 gennaio 2010.

## Tracce
CD singolo (Europa)
1. Resistance – 5:46 (Matthew Bellamy)
2. Prague – 3:37 (Darren Brown)

7" (Regno Unito)
- Lato A

1. Resistance – 5:46 (Matthew Bellamy)

- Lato B

1. Popcorn – 2:25 (musica: Gershon Kingsley)

Download digitale
1. Resistance – 5:46 (Matthew Bellamy)
2. Resistance (Tiësto Remix) – 8:10 (Matthew Bellamy)
3. Prague – 3:37 (Darren Brown)

Download digitale – Muse.mu
1. Resistance (Album Version) – 5:46 (Matthew Bellamy)
2. Resistance (Radio Edit) – 3:56 (Matthew Bellamy)
3. Resistance (Tiësto Remix) – 8:10 (Matthew Bellamy)

Download digitale – Muse.mu exclusive B-side Bundle
1. Resistance (Tiësto Remix) – 8:10 (Matthew Bellamy)
2. Popcorn – 2:25 (musica: Gershon Kingsley)
3. Prague – 3:37 (Darren Brown)

## Formazione
Gruppo
- Matthew Bellamy – voce, chitarra, tastiera, sintetizzatore, programmazione
- Chris Wolstenholme – basso, voce
- Dominic Howard – batteria, percussioni, sintetizzatore, programmazione

Produzione
- Muse – produzione
- Paul Reeve – produzione vocale aggiuntiva
- Adrian Bushby – ingegneria
- Tommaso Colliva – ingegneria aggiuntiva
- Mark "Spike" Stent – missaggio
- Matthew Green – assistenza missaggio
- Ted Jensen – mastering

## Classifiche
| Classifica (2010)                | Posizione massima |
| -------------------------------- | ----------------- |
| Australia                        | 72                |
| Belgio (Fiandre)                 | 60                |
| Belgio (Fiandre)                 | 55                |
| Canada                           | 91                |
| Paesi Bassi                      | 51                |
| Regno Unito                      | 38                |
| Regno Unito (rock & metal)       | 1                 |
| Stati Uniti                      | 114               |
| Stati Uniti (alternative)        | 1                 |
| Stati Uniti (rock & alternative) | 7                 |